# Suffolk Punch
Il Suffolk Horse, noto anche storicamente come Suffolk Punch o Suffolk Sorrel, è una razza di cavallo inglese da tiro. Il nome della razza deriva dalla contea di Suffolk nell'Anglia orientale, e il nome "'Punch'" (=vigore) dal suo aspetto tarchiato e forzuto. È un cavallo da tiro pesante di colore sauro. I Suffolk Punch sono conosciuti per essere dei bravi lavoratori e una caratteristica è la loro andatura energica.
La razza è stata sviluppata all'inizio del XVI secolo e rimane fedele nel fenotipo al suo ceppo fondante. Il Suffolk Punch è stato sviluppato principalmente per il lavoro agricolo, guadagnando popolarità all'inizio del XX secolo. L'agricoltura, tuttavia, è diventata sempre più meccanizzata e la razza cadde in disuso, in particolare dalla metà del Novecento, dove quasi scomparve del tutto. Sebbene lo stato della razza sia elencato come "critico" dal Rare Breeds Survival Trust del Regno Unito e dall'American Livestock Breeds Conservancy, nel XXI secolo il rinnovato interesse per questa razza ha permesso l'aumento della popolazione equina.
La razza tirava artiglieria, carri commerciali e autobus, oltre ad essere utilizzata per lavori agricoli. Questo cavallo è stato anche esportato in altri Paesi per migliorare la genetica equina locale. Oggi vengono utilizzati per lavori da tiro pesante, selvicoltura e pubblicità.
Questa razza ha contribuito alla formazione di altre razze da tiro europee, tra le quali il Groningen, lo Jutland, lo Schleswig  e le russe Vladimir e Russo da tiro pesante.

## Caratteristiche

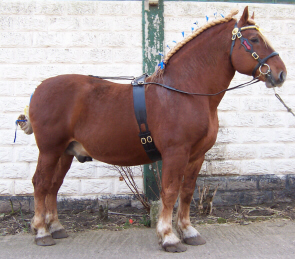
morfologia del Suffolk Punch

La Suffolk Punch è, tra tutte le razze equine da tiro inglesi, quella più pura. Essa ha origine dall'omonima contea inglese da cui prende il nome (Suffolk). Tutti gli individui appartenenti a questa razza discendono da un unico stallone, nato nel 1768, di nome Horse of Ufford.
I Suffolk Punch hanno un'altezza che si aggira dai 165 cm fino ai 178 cm (16.1-17.2 mani, 65-75 pollici), con un peso variabile dai 900 ai 1000 kg (1980-2200 libbre), e presentano sempre il mantello di colorazione saura.
L'ortografia tradizionale inglese, tuttora in uso dalla Suffolk Horse Society, utilizzata per indicare il mantello il termine "chesnut", senza la t nel mezzo della parola, come invece vorrebbe il lessico contemporaneo (chestnut). 
I cavalli di questa razza presentano una vasta gamma di sfumature della colorazione saura, che varia da tonalità scure, a rossastre, a chiare. La colorazione saura è infatti l'unica ammessa dal libro genealogico, nelle sue molteplici gradazioni tra cui fegato scuro, scuro opaco, rosso, e sauro acceso. 
Sono rare le marcature bianche e, se presenti, sono limitate a piccole aree del muso e della porzione distale degli arti. L'autrice equestre Marguerite Henry descrisse la razza dicendo: "Il suo colore è sauro brillante - come una lingua di fuoco contro i solchi neri di un campo, contro il verde delle lame del mais, contro il giallo grano. Mai lo si trova di un altro colore".
Il Suffolk Punch è generalmente più basso rispetto ad altre razze pesanti inglesi (come il Clydesdale o lo Shire), ma più tozzo e massiccio rispetto alle stesse, come risultato di un progresso genetico più improntato al lavoro agricolo rispetto al trasporto.
La razza presenta una testa abbastanza larga con profilo dritto, un collo poderoso e inarcato, spalle muscolose, inclinate e basse; la schiena è corta e larga, la groppa è ampia e muscolosa. Le zampe anteriori sono corte ma resistenti e le posteriori potenti, con forti e larghe articolazioni, gli zoccoli sono sani e ben formati. I nodelli possono presentare un ciuffo di peli, o esserne esenti; per i soggetti atti al lavoro agricolo è preferibile la mancanza di tali ciuffi, che evita che residui di terra pesante o argille rimangano attaccati agli arti.
Il movimento del Suffolk Punch è descritto come energico e fluido, soprattutto al trotto, nonostante tutte queste caratteristiche facciano di lui un animale di mole considerevole. La razza tende a maturare precocemente e ad avere buona longevità, tanto che i puledri possono essere utilizzati per il lavoro già a partire dai due anni e mantenuti in attività anche per molto tempo; è economica da mantenere, in quanto necessita di un quantitativo minore di mangime rispetto ad altri cavalli, a parità di tipo funzionale e mole. Sono grandi lavoratori, definiti come disposti a "trainare un vagone eccessivamente carico fino a cedere". È un animale di temperamento docile, di facile addestramento e gestione.
In passato, il Suffolk Punch veniva spesso criticato per i suoi piedi esili, avendo zoccoli troppo piccoli rispetto alla sua massa corporea. Questo è stato corretto tramite l'introduzione di categorie specifiche per il Suffolk Punch in importanti spettacoli di morfologia dove la conformazione dello zoccolo e la sua struttura venivano valutate. Questa pratica, unica per quanto riguarda le razze equine, apportò un tale miglioramento che ora il Suffolk Punch è considerata una razza con un'ottima conformazione del piede.

## Storia

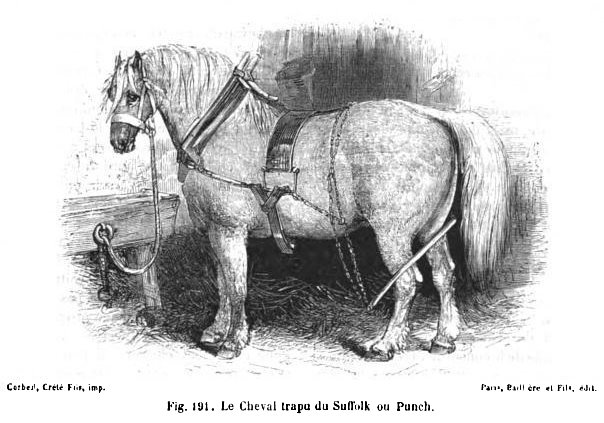
Un cavallo Suffolk Punch in una illustrazione del 1869

Il registro genealogico della razza Suffolk Punch è la più antica associazione di razza inglese. La prima menzione nota del Suffolk Punch appare in Britannia di William Camden, pubblicato nel 1586, nel quale viene descrive un cavallo da lavoro delle contee orientali dell'Inghilterra che può essere facilmente identificato come il Suffolk Punch. Questa descrizione lo rende la razza equina più antica che può essere riconosciuta nella stessa forma al giorno d'oggi. Uno studio genetico dettagliato mostra che il Suffolk Punch è geneticamente correlato in modo stretto non solo con le razze di ponies inglesi Fell e Dales, ma anche con l'Haflinger europeo. L'origine della razza è tutt'oggi contesa tra le contee di Norfolk e Suffolk (da cui prende il nome) nell'Inghilterra orientale, dove fu allevata in un'area relativamente isolata. I fattori locali avevano sviluppato il Suffolk Punch per lo svolgimento dei lavori agricoli, per cui necessitavano di un cavallo potente, resistente, sano, longevo, e docile, quindi allevarono il Suffolk in modo tale che potesse soddisfare queste caratteristiche. Dato che gli agricoltori usavano questi cavalli solamente nelle loro terre, raramente erano disponibili a venderli, il che ha aiutato a mantenere la linea di sangue pura e invariata nel tempo.
Il materiale (genetico) primario della razza moderna Suffolk Punch fu uno stallone di 157 cm di altezza al garrese (15.2 mani o 62 pollici secondo l'unità di misura britannica) allevato nei pressi di Woodbridge nel 1768 da Thomas Crisp di Ufford. A quel tempo la razza era conosciuta come Suffolk Sorrel. Lo stallone non è mai stato nominato, ed è conosciuto semplicemente come "Crisp's horse" (tradotto: il cavallo di Crisp). Tuttavia, comunemente ed erroneamente, questo viene considerato come il primo cavallo della razza, in quanto negli anni Sessanta del 1700, tutte le altre linee maschili risultarono essere estinte, portando ad un effetto genetico detto "collo di bottiglia". Un altro collo di bottiglia genetico si verificò nel tardo XVIII secolo.
Nel 1784 la razza è stata descritta come "alta 152 cm (15 mani, 60 pollici), corta e compatta con arti ossuti, spesso di color sauro chiaro, con temperamento gentile, docile, forte" e con "spalle muscolose". Durante il suo sviluppo, la razza è stata influenzata dal Norfolk Trotter, Norfolk Cob e più tardi il Purosangue Inglese. Il colore uniforme deriva da un piccolo stallone da trotto chiamato Blakes Farmer, nato nel 1760. Altre razze sono state incrociate nel tentativo di incrementare la stazza e la statura e le spalle del Suffolk Punch,  ma hanno avuto scarsa efficienza e la razza è rimasta pressoché identica. La Suffolk Horse Society, fondata in Britannia nel 1877 per promuovere il Suffolk, pubblicò il suo primo libro genealogico nel 1880. La prima esportazione ufficiale di cavalli di razza Suffolk in Canada avvenne nel 1865. Nel 1880 il primo cavallo Suffolk fu importato negli Stati Uniti, con altri individui a seguire nel 1888 e nel 1903 allo scopo di dare inizio all'allevamento di cavalli di razza Suffolk Punch negli USA. L'American Suffolk Horse Association fu fondata nel 1907, stesso anno della pubblicazione del suo primo libro genealogico. Nel 1908 il Suffolk era ormai stato esportato dall'Inghilterra in Spagna, Francia, Germania, Austria, Russia, Svezia, svariate zone dell'Africa, Nuova Zelanda, Australia, Argentina e altri Paesi.
Nel periodo della Prima Guerra Mondiale, il Suffolk Punch era diventato un cavallo da lavoro popolare nelle grandi fattorie dell'Anglia dell'Est grazie al suo buon temperamento e alla sua eccellente attitudine al lavoro. Rimase popolare fino alla Seconda Guerra Mondiale, quando una combinazione tra l'incremento della produzione di cibo in tempi di guerra (che comportò un ampio numero di cavallo mandati al macello) e la rapida meccanizzazione delle fattorie, decimò la popolazione equina. Nel 1966 solo nove puledri erano registrati alla Suffolk Horse Society, ma negli ultimi anni '60 cominciò a rinnovarsi l'interesse per questi cavalli, il cui numero ricominciò a crescere. La razza rimase rara, e nel 1988 la Gran Bretagna contava solamente 80 giumente con una produzione di circa 40 puledri all'anno. Negli Stati Uniti, l'American Suffolk Horse Association cessò le sue attività e dopo la guerra restò inattiva: così rimase per 15 anni, ma nel maggio del 1961 si rimise in attività in seguito alla ripresa del mercato del cavallo da tiro. Durante gli anni '70 e i primi anni '80, il registro americano permise ad alcuni belgi di allevare il Suffolk Punch, ma solo le puledre nate da questi incroci potevano essere registrate all'American Suffolk Horse Association.
A partire dal 2001, ai cavalli allevati con linee di sangue americane non fu più permessa la registrazione presso la Suffolk Horse Association inglese, e la razza venne considerata tra le razze equine più rare nel Regno Unito. Nonostante la popolazione del Suffolk Punch sia in continua crescita, la Rare Breeds Survival Trust del Regno Unito considera critico il suo stato di sopravvivenza: nel 2011 la razza contava tra gli 800 e i 1200 esemplari negli Stati Uniti e pressoché 150 esemplari in Inghilterra. Anche l'American Livestock Breeds Conservancy la considera una razza a rischio. Nel 2007, la Suffolk Horse Society ha registrato la nascita di 36 puledri di razza pura, e di altri 33 nel 2008. Nel 2016 erano presenti circa 300 Suffolk Punch negli UK e ora la razza conta sulla nascita di 30 o 40 puledri all'anno. Nel 2020 ci sono stati 19 puledri maschi nati nel Regno Unito, e solamente 15 femmine; ora è nata una puledra seguendo un approccio innovativo che utilizza il seme sessato per determinare il genere del nascituro. È la prima volta al mondo che questa tecnica viene utilizzata per supportare la sopravvivenza di razze rare.
Con meno di 72 femmine di Suffolk Punch rimaste nel Regno Unito in età riproduttiva, ogni femmina nata è vitale per la sopravvivenza di questo cavallo britannico in via di estinzione.

## Libro genealogico
Il libro genealogico è mantenuto dalla Suffolk Horse Society che è la società di allevamento per i cavalli di Suffolk nel Regno Unito. Esso consente la registrazione formale per garantire l'integrità delle linee di sangue e fornire informazioni di ascendenza.
Nel libro sono presenti quattro sezioni (delineate dal 1 gennaio 2009) e sono:
- il registro genealogico noto anche come registro di razza pura (the Pedigree register also known as the Pure-Bred register);
- la Sezione X Registro cavalli non di razza (the Section X Non-Breeding register)
- il registro dei "gradi" (the Grade register)
- il registro internazionale (the International register)

Inoltre oltre al libro genealogico esiste un registro di incroci (Part-Bred register) che viene mantenuto separato ma annualmente allegato al libro genealogico.
I cavalli, ad eccezione di quelli registrati nel registro genealogico, possono essere mostrati come desidera il proprietario, ma non sono idonei per le classi Suffolk negli spettacoli affiliati utilizzati per il calcolo dei punti del campionato annuale.

### Il registro genealogico
Un soggetto può essere iscritto nel registro genealogico solo se sia padre che madre risultano essere iscritti a loro nello stesso registro, inoltre il padre deve risultare uno stallone registrato e autorizzato dalla società.

### La sezione X registro cavalli non di razza

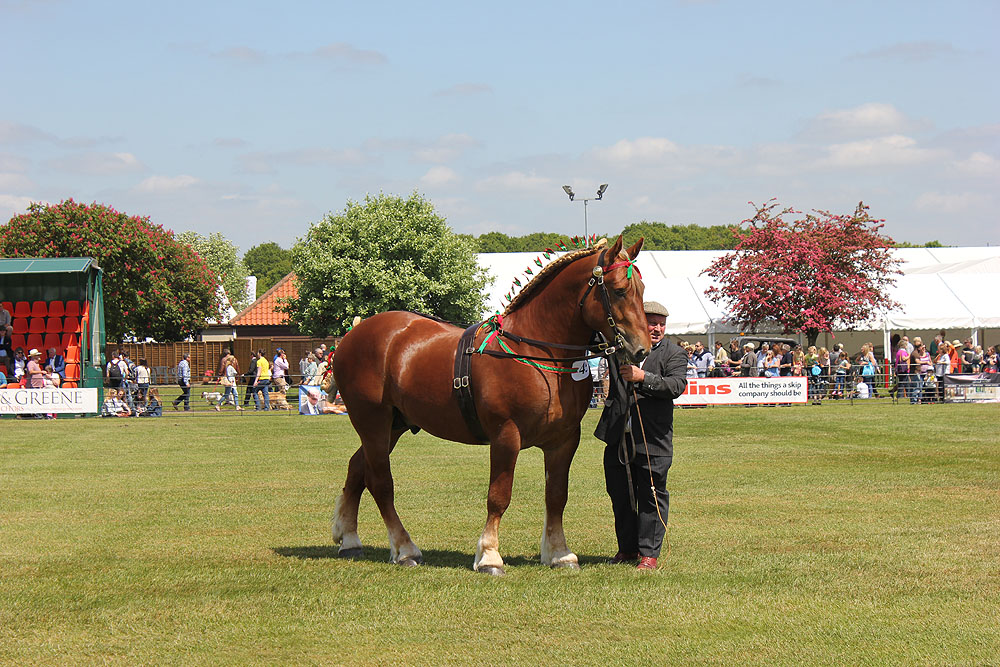
Suffolk Punch nel ring per la mostra

Questa sezione del libro genealogico è stata introdotta per consentire alla Società di conformarsi alla legislazione dell'UE (Decisione della Commissione Europea 96/78 / EC, diventata obbligatoria nel Regno Unito nel dicembre 2005). Consente la registrazione di enti di allevamento di Suffolk che altrimenti non sarebbero idonei per l'iscrizione nel libro genealogico. I maschi registrati nella Sezione X non possono avere una licenza di stallone.

### Il registro dei "gradi"
La funzione del registro dei "gradi" è, prevalentemente, fornire un meccanismo per il recupero degli animali che non sono idonei a esseri iscritti nel registro genealogico. In questo registro si crea appunto una classificazione degli animali in gradi A, B o C
Una fattrice di grado A (detto anche grado di fondazione) è considerata di tipo Suffolk ma non iscrivibile nel registro genealogico. Essa deve essere ispezionata da due ispettori di razza che se vedono nel soggetto rispettati gli standard di razza (colore, conferma e caratteristiche) la possono dichiarare approvata per la riproduzione. Al momento dell'ispezione la fattrice deve avere almeno due anni.
Il grado B contiene la progenie femminile di una cavalla di grado A, derivante dall'unione con uno stallone Suffolk registrato (nel registro genealogico) e autorizzato. Le fattrici di grado B hanno, per quest'incrocio, il 50% di sangue del Suffolk.
Il grado C è dato alla progenie femminile di una cavalla di grado B incrociata con uno
stallone Suffolk registrato (nel registro genealogico) e autorizzato. Le fattrici di grado C hanno il 75% di sangue del Suffolk.
La progenie femminile di una cavalla di grado C, prodotta da un'unione con uno stallone Suffolk registrato e autorizzato, sarà pari all'87,5% di sangue del Suffolk e potrà essere ammessa al registro genealogico dopo l'ispezione con esito positivo.
Le fattrici fuori grado non possono accedere a questa sezione ma possono essere registrate come part-breds o nella sezione X.

### Il registro internazionale
Il registro internazionale è stato creato per registrare i cavalli di tipo Suffolk importati nel Regno Unito che non sono già registrati nel libro genealogico; ciò include i cavalli iscritti nel libro genealogico dell'American Suffolk Horse Association che sono stati importati nel Regno Unito e i Suffolks anglo-americani. I Suffolk anglo-americani sono la progenie di una cavalla Suffolk registrata negli Stati Uniti e uno stallone Suffolk con licenza registrata nel Regno Unito o l'opposto.
I cavalli importati dal Nord America possono accedere al registro internazionale a condizione che abbiano un pedigree autenticato dall'American Suffolk Horse Association. I proprietari possono scegliere di inserire le loro fattrici importate nel registro internazionale o nel registro dei gradi.
La progenie di maschi e femmine allevati con cavalli iscritti nel registro internazionale sono a loro volta ammessi all'iscrizione al registro internazionale. In alternativa, i proprietari possono scegliere il registro Sezione X per puledri o il registro Grade per puledre.
I trasferimenti di proprietà dei cavalli del registro internazionale saranno registrati e pubblicati ogni anno.

## Utilizzi

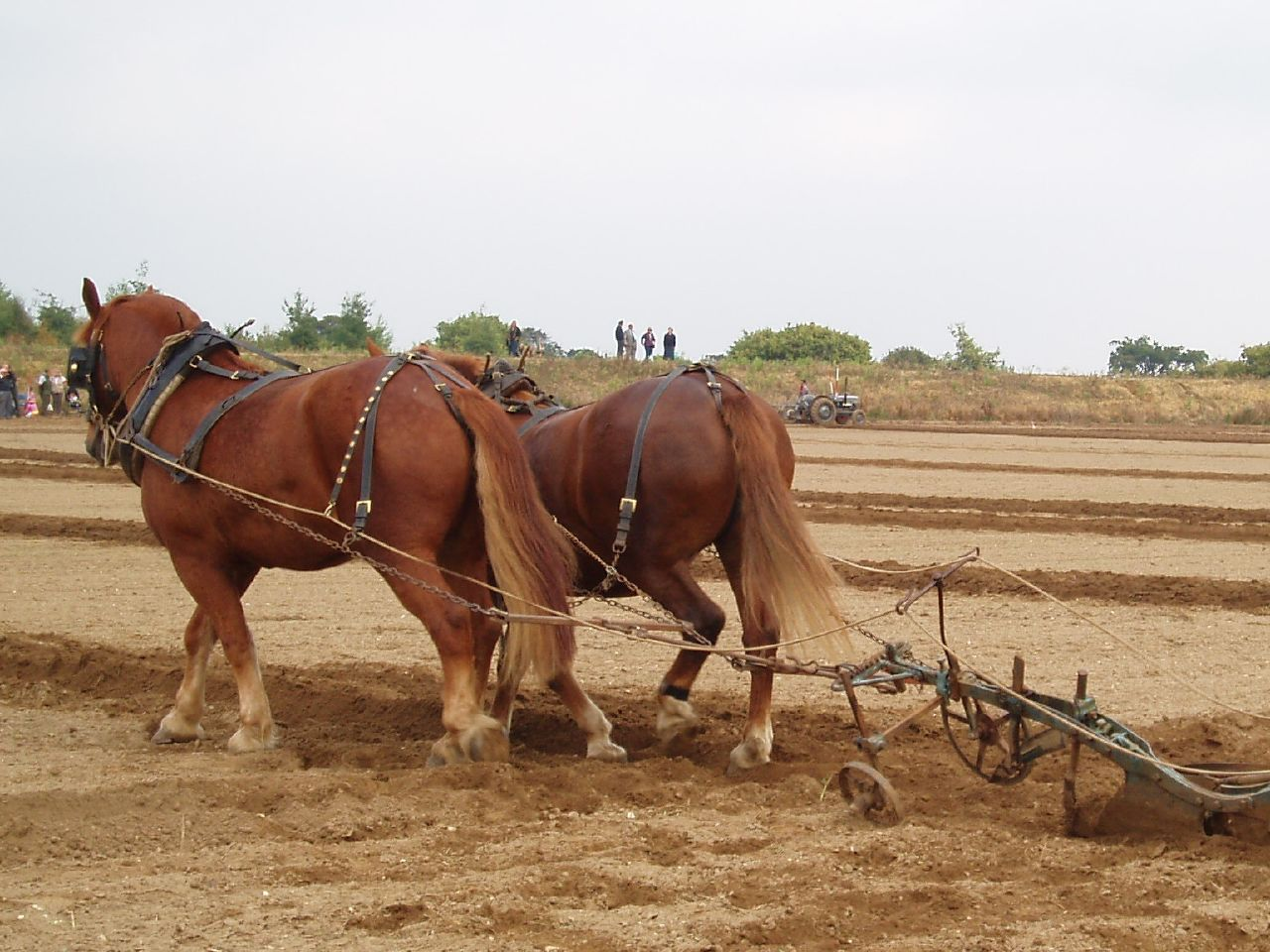
Una coppia di Suffolks durante l'aratura

Il Suffolk Punch veniva utilizzato principalmente per i lavori da tiro nelle fattorie, ma anche spesso utilizzato anche per trainare l'artiglieria pesante in tempo di guerra. Come altri cavalli pesanti, erano anche usati per trainare carri e altri veicoli commerciali. Oggi sono utilizzati per operazioni forestali e commerciali, per altri lavori e nella pubblicità. Sono anche usati per gli incroci, per produrre cavalli sportivi pesanti da utilizzare nelle competizioni di caccia e di salto ostacoli. 
Come simbolo, della contea in cui hanno sede, Ipswich Town F.C. hanno un Suffolk Punch come parte dominante dello stemma della loro squadra.
Il Suffolk Punch ha contribuito in modo significativo alla creazione di diverse razze, come ad esempio lo Jutland in Danimarca. Uno stallone Suffolk Punch è stato importato in Danimarca nel 1860 dal noto commerciante del Suffolk Oppenheimer di Amburgo, fu uno degli stalloni fondatori della razza Jutland. Oppenheimer si è specializzato nella vendita di Suffolk, importandoli nel Mecklenburg Stud in Germania. Lo stallone Oppenheimer ha fondato la più importante linea di sangue della razza Jutland, attraverso il suo discendente Oldrup Munkedal. I Suffolk sono stati esportati anche in Pakistan nel XX secolo, per essere utilizzati nell'incrocio con le razze autoctone, e sono stati incrociati con cavalli e asini pakistani per creare rimonta e muli per l'esercito. I Suffolk si sono adattati bene al clima pakistano, nonostante le loro grandi dimensioni, e il programma ha avuto successo. Il Vladimir Heavy Draft, è una razza da tiro dell'ex Unione Sovietica, ed è anch'essa stata influenzata dal Suffolk.